# Barbara Skuhala
Barbara Skuhala (* 1996) ist eine slowenische Schachspielerin. Sie gewann die slowenische Einzelmeisterschaft der Frauen 2023.

## Leben
Barbara Skuhala stammt aus Ljutomer und studierte Logistik an der Wirtschaftsschule in Murska Sobota.
Sie hat zwei jüngere Brüder, die beide Schachspieler sind: Jernej (* 1998), der den Titel FIDE-Meister trägt, und Luka (* 1999).
Vereinsschach spielte sie in Slowenien bis 2022 für den ŠK Radenska Pomgrad aus Murska Subota und seitdem für den ŽŠK Maribor Poligram. Zusätzlich spielt sie in Kroatien seit 2016 für den Šk Sloboda aus Mihovljan bei Čakovec. In der österreichischen Frauenbundesliga spielte sie in der Saison 2018/19 für den Grazer Verein SC Extraherb WS am ersten Brett. In der 2. österreichischen Frauenbundesliga Ost spielte sie ab der Saison 2022/23 für den SV Gamlitz.

## Erfolge
Im Mai 2023 gewann sie in Radenci die slowenische Einzelmeisterschaft der Frauen.
Beim Mitropapokal der Frauen 2023 in Mali Lošinj spielte sie für die slowenische Nationalmannschaft am vierten Brett. Die Mannschaft beendete das Turnier auf dem dritten Platz.
Ihre Elo-Zahl liegt bei 2134 (Stand: Dezember 2024), ihre bisher höchste Elo-Zahl war 2218 im Oktober 2023. Damals lag sie hinter Laura Unuk auf dem zweiten Platz der slowenischen Elo-Rangliste der Frauen. Seit 2018 trägt sie den Titel FIDE-Meister der Frauen (WFM).